# Magdeburger Startgerät (10-L)

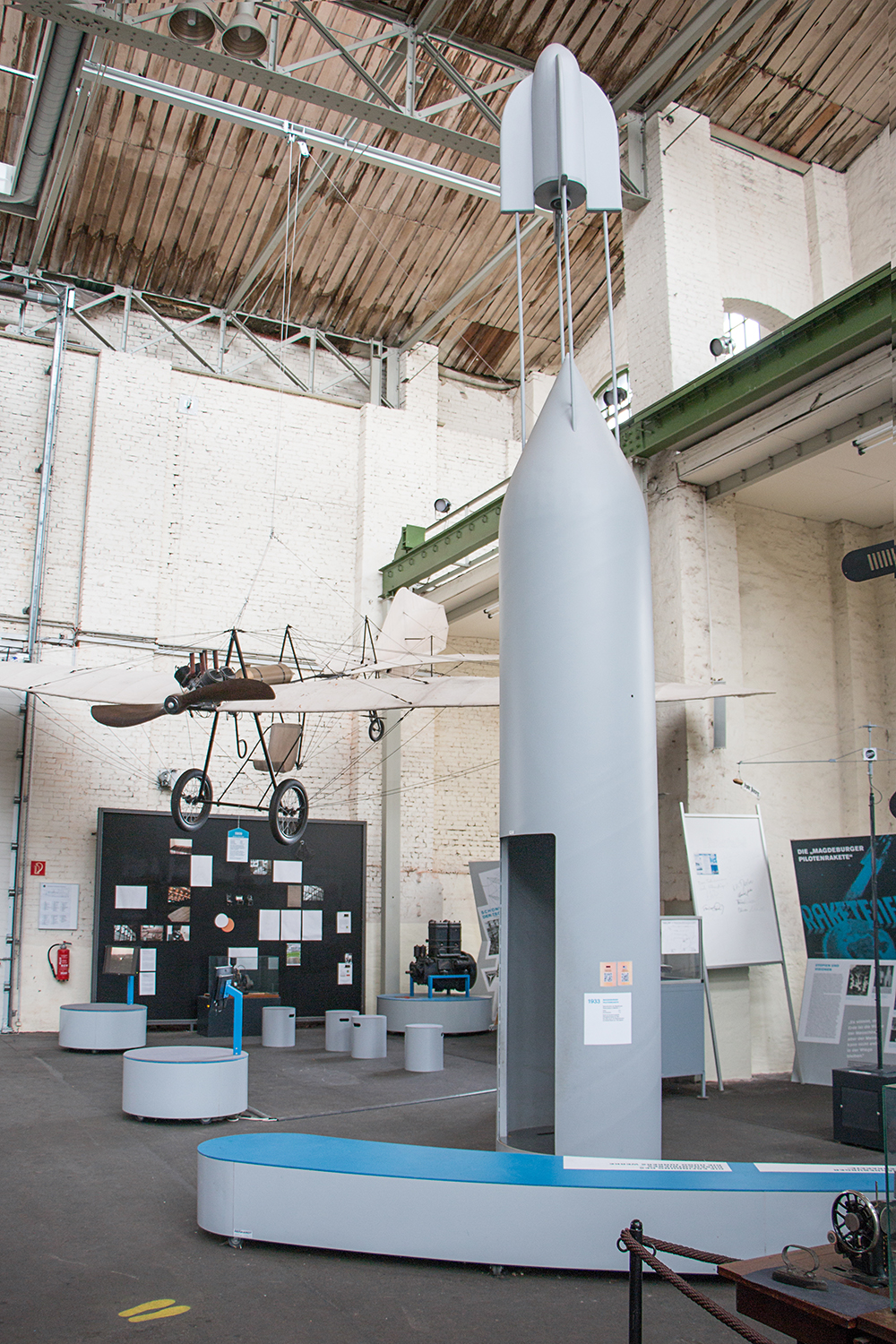
Modell der Magdeburger Pilotenrakete im Technikmuseum Magdeburg

Das Magdeburger Startgerät (10-L), auch als Magdeburger Pilotenrakete und 10-L (für die enthaltenen 10 Liter Flüssigtreibstoff) bezeichnete Rakete sollte den ersten bemannten Raketenflug in der Geschichte sicherstellen. Trotz erfolgreicher Tests fand der ursprünglich für März 1933 geplante Flug mit dem Piloten Hans Hüter letztlich niemals statt. Nach mehreren Verzögerungen wurde das Projekt 1934 endgültig gestoppt, als die Nationalsozialisten sämtliche privaten Raketenversuche untersagten, unter die auch das Magdeburger Experiment fiel.

## Die Idee
Initiiert wurde das Projekt im Jahr 1932 vom Magdeburger Geschäftsmann Franz Mengering, einem Anhänger der Hohlwelttheorie. Dieser beauftragte Rudolf Nebel mit der Entwicklung einer bemannten Rakete, um damit den seiner Ansicht nach 5000 km entfernten Mond zu erreichen. Nebel hielt es hingegen lediglich für realistisch, eine Rakete zu entwickeln, die einen Menschen 1000 m befördern und dann maximal 20 km hoch fliegen könnte.

## Entwicklung und Tests
Die Entwicklung der Rakete begann im August 1932 am Raketenflugplatz Berlin und wurde vom Team rund um Rudolf Nebel, bestehend aus Klaus Riedel, Hans Hüter, Kurt Heinisch, Hans Bermüller, Paul Ehmayr und Helmuth Zoike durchgeführt. Als Pilot war Hans Hüter vorgesehen. Tests am Boden fanden bis März 1933 statt, ab Juni 1933 wurde mit Starttests – zuerst in Mose, später am Tegeler See und Schwielowsee – begonnen. Der letzte dokumentierte Test erfolgte im September 1933.

## Abbruch
Die Aktivitäten des Vereins für Raumschifffahrt und am Raketenflugplatz Berlin-Reinickendorf befanden sich seit der Machtübernahme der Nationalsozialisten im Frühjahr 1933 unter strenger Überwachung. Ende 1933 konfiszierte die Gestapo sämtliche Dokumente, im Juni 1934 wurden die Organisation und der Raketenflugplatz geschlossen. Seitdem waren private Raketenversuche verboten – alle Aktivitäten wurden ab sofort unter Schirmherrschaft der Deutschen Wehrmacht in der Heeresversuchsanstalt Kummersdorf, später in der Heeresversuchsanstalt Peenemünde, weitergeführt.